# NGC 6295
NGC 6295 је спирална галаксија у сазвежђу Змај која се налази на NGC листи објеката дубоког неба.
Деклинација објекта је + 60° 20' 16" а ректасцензија 17h 3m 15,3s. Привидна величина (магнитуда) објекта NGC 6295 износи 14,9 а фотографска магнитуда 15,8. NGC 6295 је још познат и под ознакама UGC 10682, MCG 10-24-92, IRAS 17025+6024, PGC 59510.